# Atorella octogonus
Atorella octogonus is een schijfkwal uit de familie Atorellidae. De kwal komt uit het geslacht Atorella. Atorella octogonus werd in 1987 voor het eerst wetenschappelijk beschreven door Mills, Larson & Young. 